# 이웅진
이웅진(李雄鎭, 1965년 6월 29일 ~ )은 대한민국의 기업인이며, 커플매니저이다.
1991년 한국 최초로 결혼정보회사 선우를 설립해 ‘커플매니저’라는 용어를 처음 사용했고, 현재 통용되는 결혼정보회사의 기본적인 서비스 개념을 처음 시작한 결혼정보업계의 선구자격인 인물이다. 30년 간 3만명 넘는 사람들을 결혼시켜 ‘중매 대통령’으로 불린다.
현재 결혼정보회사 선우와 대한민국 케이블방송 웨딩TV의 대표이사[1]로 있다. 한국 결혼문화연구소 소장과 우송정보대학 웨딩이벤트과 교수를 역임했다. ‘이상형 상대자 매칭 및 소개 시스템’(2003), 성격매칭(2008) 등 매칭관련 기술특허 7개를 획득해[2] 결혼정보회사의 진입장벽이던 고가의 가입비와 연회비 구조를 혁신, 결혼서비스 대중화의 토대를 닦았다.
이런 기술력을 기반으로 현재 전세계 싱글남녀들을 연결하는 글로벌 온라인 매칭사이트 커플닷넷(www.couple.net)을 운영하고 있다.[3] 커플닷넷의 매칭시스템은 전세계 싱글남녀 수백만, 수천만명을 동시에 1:1로 매칭할 수 있다. 2021년 크리스마스 이브에 진행할 예정인 ‘글로벌 100만 남녀 온라인 K-매칭’도 같은 맥락이다.
이웅진은 또 신뢰있는 데이트친구를 소개하는 데이트 www.date.kr 서비스를 2021년 출시했고, 글로벌에서는 한국계 최고의 브랜드 투어닷컴 www.tour.com을 운영하고 있다. 재택근무 중인 평창동에서 결혼정보회사 선우 VIP 센터 www.sunoo.kr 서비스를 총괄하며 31년차 국내 최고참 커플매니저로서 싱글들을 만나고 있다.
그는 1991년, 25세의 나이에 단돈 일만원으로 이전의 결혼상담소와는 대별되는 새로운 개념의 ‘결혼정보회사’를 설립했고, 방대한 회원 데이터를 계량화해 만든 남녀의 결혼조건지수인 ‘배우자 지수’를 개발했다. 배우자 지수는 결혼 상대를 만날 때 반영되는 사회·경제적 능력(직업, 학력, 경제력), 신체적 매력(신장, 인상 등), 가정 환경 조건(부모의 직업, 경제력) 등을 지수화해 남녀가 가장 이상적인 배우자를 매칭하는 기준이 되고 있다. 2011년에는 조선민주주의인민공화국의 김정은 당시 최고사령관과 부인 리설주의 배우자 지수를 발표해 해외 언론에 보도되기도 했다.
현재는 독보적인 매칭시스템을 바탕으로 해외로 영역을 넓혀 매칭사이트를 글로벌화하고 있으며, 특히 코로나19 시대에 비대면 만남의 대안으로 온라인의 위험요소를 해결해 신뢰도를 높인 K-매칭서비스를 새로운 한류로 세계에 선보이고 있다.
또 결혼정보회사의 전통적인 선불제 연회비 방식에서 탈피해 만남이 성사될 경우에만 비용을 결제하는 후불제 서비스로 전환하는 혁신을 이뤄냈다. 이로써 선우의 모든 매칭서비스에는 회원 종류에 따른 가입비를 낸 후에는 커플매니저 추천이나 본인이 직접 이성상을 검색하는 셀프서칭을 통해 만남을 가질 경우에는 만남 1회 5만원만 내면 된다.
한편 다수의 매칭사업과는 별도로 저출산이라는 사회적 문제에 대응하기 위해 2015년 웨딩TV를 출범해 저출산 문제에 대한 해법을 찾고, 건강한 결혼문화를 선도하는 전문 매체로서 사회에 기여하겠다는 포부를 밝힌 바 있다.

## 학력
- 서울 성균관대학교 사회복지학과 졸업

## 약력
- 2015년 (現) 웨딩TV (現) 대표이사
- 2004년 (前) 우송 정보 대학 웨딩이벤트학과  겸임교수
- 1998년 (前)한국결혼문화연구소 소장
- 1991년 한국 최초의 결혼정보회사 선우 창업, (現) 대표이사

## 저서
- 2016년 《결혼을 부탁해》 - 경향비피
- 2008년 《이웅진의 해석남녀》 -북인
- 2005년 《화려한 싱글은 없다 - 두번째 이야기》 - 랜덤하우스 코리아
- 2003년 《커플 매니저》
- 2001년 《책상 하나, 전화기 두대, 눈물 세방울》 - 글로리아
- 1999년 《결혼한 여자, 이혼한 여자 그리고 결혼할 여자》 - 오딧세이닷컴(주)
- 1998년 《화려한 싱글은 없다》 - 시공사
- 1997년 《화려한 더블을 꿈꾸는 세상의 모든 싱글들에게》
- 1996년 《나는 플레이보이가 좋다》 - 도솔